# Megayacht

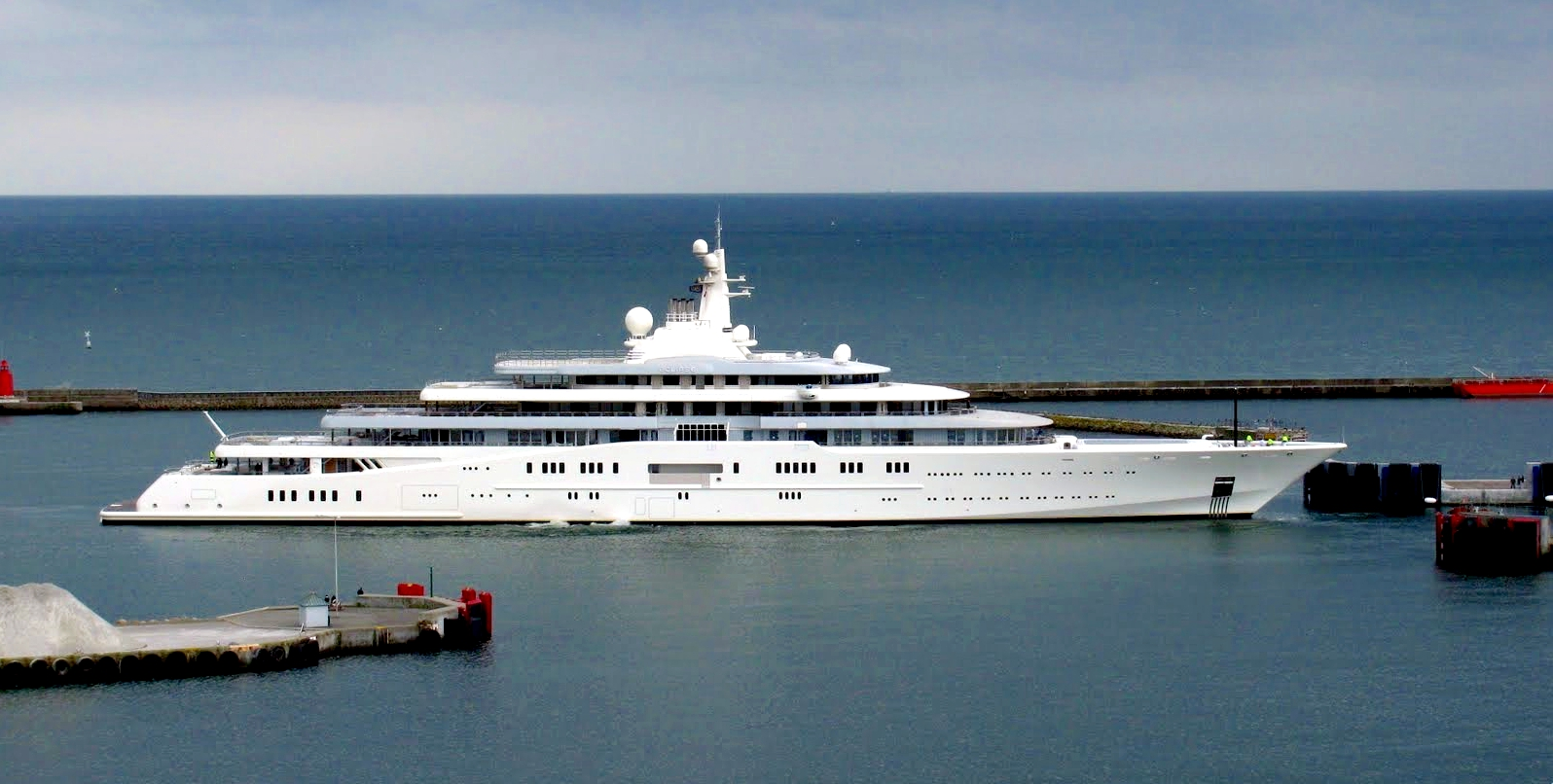
Die Eclipse, mit 163 Metern die viertlängste Yacht der Welt

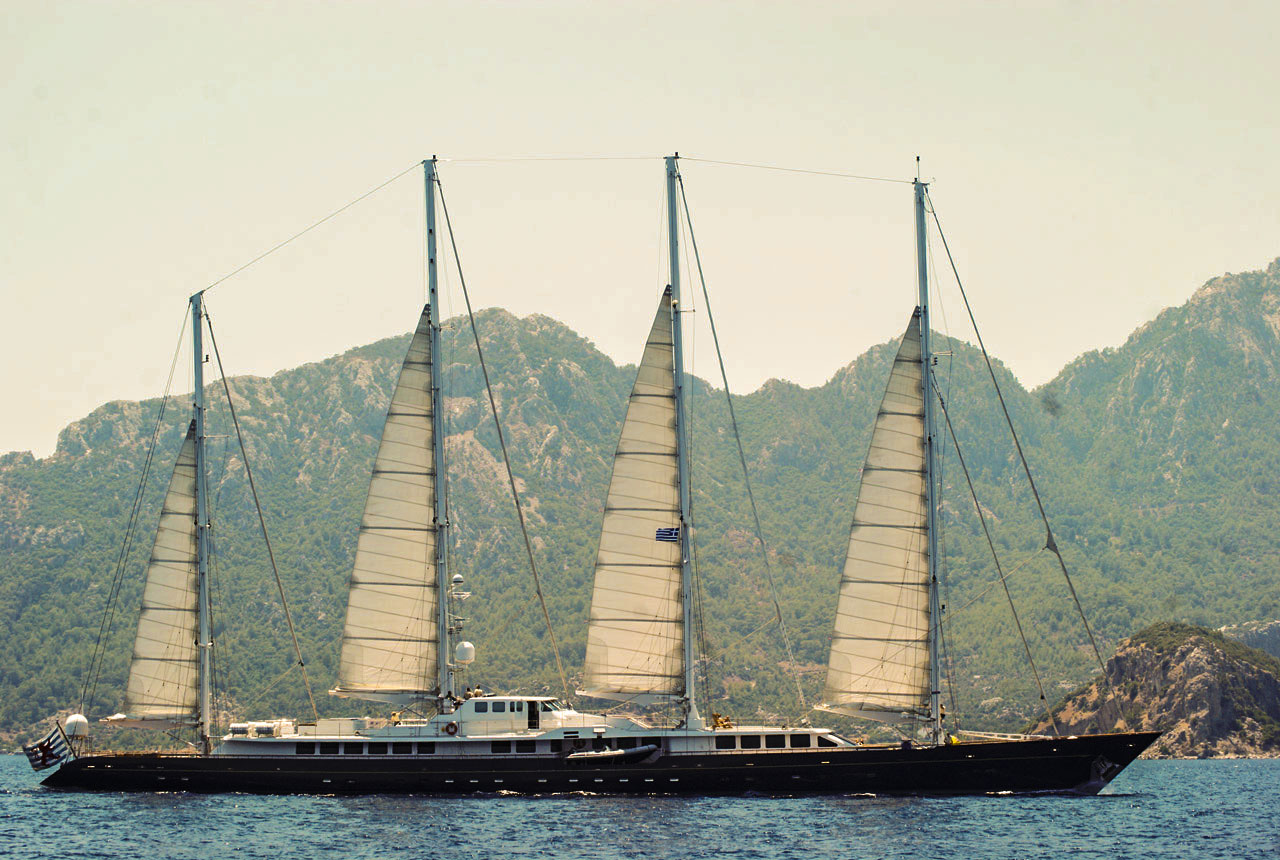
Die Phocea, ehemals eine der größten Segelyachten der Welt

Eine Megayacht oder Superyacht ist eine besonders groß dimensionierte, hochseetaugliche Yacht mit einer luxuriösen Ausstattung.
Da diese Schiffe exklusiv und luxuriös ausgestattet und somit entsprechend kostspielig sind, dienen sie „Superreichen“ zu Repräsentations- und Vergnügungszwecken. Als Berechnungsgrundlage gilt die Faustregel „mindestens 1 Million US-Dollar pro Meter“. Bekannte Liegeplätze für Yachten dieser Größe sind in Europa z. B. die Yachthäfen von Monaco und Antibes an der Côte d’Azur, Puerto Portals auf Mallorca, Porto Cervo an der Costa Smeralda oder Dubrovnik in Kroatien.

## Definition
In den letzten Jahren hat sich der Begriff Megayacht für Yachten mit einer Länge über alles (Lüa) von mehr als 60 Metern (ca. 200 Fuß) etabliert. Zwischen diesen und den „normalen“ Yachten mit bis zu 24 Meter Länge (80 Fuß) liegen die Superyachten. Gigayachten sind über 100 Meter lang. Im englischen Sprachraum nennt man Yachten ab 80 Fuß auch Luxusyachten (luxury yacht).

## Ausstattung und Crew

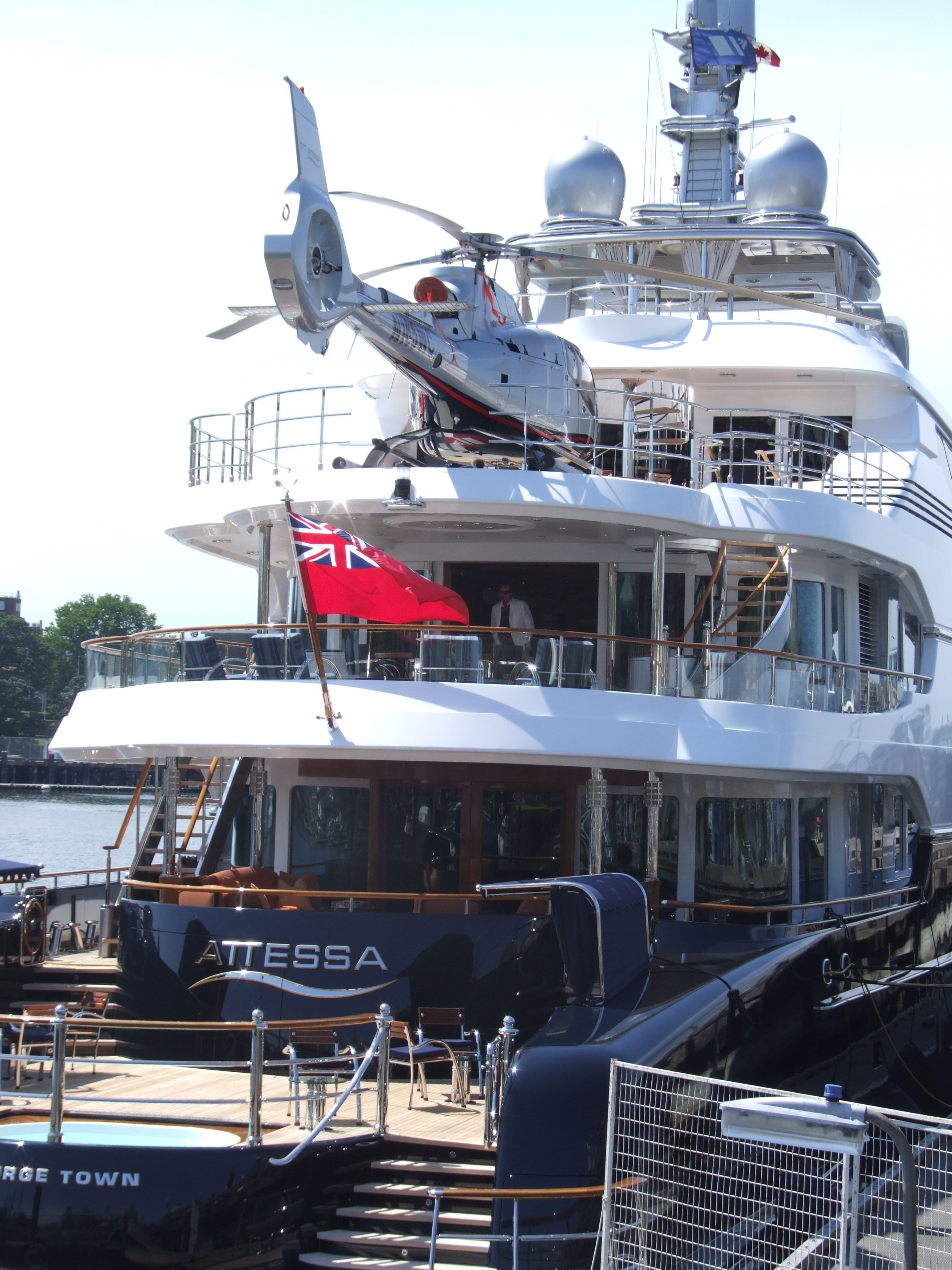
Helipad der Attessa IV

Viele Megayachten sind u. a. mit Schwimmbecken, Whirlpool, Sauna, Sonnendeck, Helipad, Beibooten, Jet-Skis sowie modernster Technik ausgestattet.
Die Besatzung von Megayachten besteht aus professionellen Seeleuten (Kapitän, Offiziere, Maschinen- und Deckspersonal). Standardmäßig ist auch uniformiertes Servicepersonal (Stewards) an Bord.

## Werften und Messen
Hersteller sind Werften, wie beispielsweise Lürssen Yachts, Lloyd Werft, Peters Werft (in Kooperation mit Kusch Yachts), Blohm+Voss, Abeking & Rasmussen, Nobiskrug, Ferretti, InRizzardi Group, Cantieri Navali Baglietto, Benetti Yachts, Royal Huisman Yachts, Vitters, Feadship und Oceanco.
Auch konnten deutsche Yacht-Designer, wie das Bremer Designbüro Judel/Vrolijk, die Beiderbeck Designs GmbH sowie der Hamburger Frank Neubelt (unter dem seit über 20 Jahren geführten Label Newcruise), internationale Yacht-Design-Preise gewinnen.
Alle drei Design- und Konstruktionsbüros sind Mitbegründer der Arbeitsgemeinschaft Deutsche Yachten des Deutschen Boots- & Schiffbauer-Verbandes. Neubelt arbeitet seit 2012 mit nach der Weltwirtschaftskrise neu angepassten internationalen Kooperationsstrategien im derzeitigen Super- und Megayacht-Markt und initiierte die eigenständige NC2-German Yacht Project Cooperation Group in Hamburg unter Führung des Inhabers und Schifffahrtskaufmanns Broder Hansen.
Bekannte Messen für Mega- und Superyachten sind: die Monaco Yacht Show,  die Fort Lauderdale International Boat Show und die Internationale Bootsausstellung Düsseldorf mit dem Superyacht Club.

## Kritik
Der französische Soziologe Grégory Salle kritisiert in seinem 2021 erschienenen Werk Superyachts. Luxe, calme et écocide (deutscher Titel der Übersetzung: Auswüchse des Kapitalozäns) Superyachten als „schwimmende Umweltsünden“, als „Spielfelder obszöner Ungleichheit“ und als Symbole dafür, dass „der Exzess zum Kennzeichen des gegenwärtigen Zeitalters geworden“ sei. So könnten die jährlichen Wartungskosten der Superyachten weniger Superreicher die gesamten Staatsverschuldungen des globalen Südens aufheben.
Kritiker verweisen darauf, dass die Schwierigkeiten bei der Beschlagnahmung der Oligarchenyachten infolge der Sanktionen gegen Russland seit dem Überfall auf die Ukraine deutlich gemacht hätten, dass Superyachten eine „exterritoriale Zone par excellence“ darstellten, da sie sich auf hoher See nicht im Hoheitsgebiet eines Küstenstaates befinden. Kritisch berichteten Medien auch darüber, dass selbst genutzte Superyachten als „Freizeitboote“ vom EU-Emissionshandel ausgenommen sind – und dies auch nach der Ende 2022 beschlossenen Verschärfung der Regeln zum EU-Emissionshandel. Kritisiert wird eine Ungleichbehandlung gegenüber Straßenverkehrsmitteln.